# Lachmeeuw
De lachmeeuw (Leucophaeus atricilla; synoniem: Larus atricilla) is een vogel uit de familie van de meeuwen (Laridae). Tot 2005 werd de soort in het geslacht Larus geplaatst, maar op basis van onderzoek aan mitochondriaal DNA wordt de soort nu in het geslacht Leucophaeus ondergebracht. Verwarrend is, dat de kokmeeuw in de Duitse taal Lachmöwe (lachmeeuw) heet. De wetenschappelijke naam van de soort werd in 1758 als Larus  atricilla gepubliceerd door Carl Linnaeus.

## Kenmerken
De vogel lijkt wel wat op de Europese kokmeeuw maar hij heeft een geheel zwarte kop, ook in de nek, en een ring rond het oog. De snavel en poten zijn dieprood tot zwart, de vleugelpennen zijn zwart en niet wit zoals bij Franklins meeuw. Hij heeft een karakteristieke lachende roep.

## Taxonomie
Er worden twee ondersoorten onderscheiden:
- L. a. atricilla: van West-Indië tot de noordelijke Venezolaanse eilanden
- L. a. megalopterus: van de zuidoostkust van Canada, de oostelijke en zuidelijke Verenigde Staten tot oostelijk centraal Amerika, de zuidwestelijke Verenigde Staten en westelijk Mexico

## Verspreiding en leefgebied
De lachmeeuw is een vogel van de Atlantische kust van de Verenigde Staten en Canada. Hij komt niet ver het binnenland in. De noordelijke vogels trekken naar de Atlantische kust van de zuidelijke Staten. In West-Europa is deze soort een dwaalgast die in Nederland slechts vier keer is waargenomen.

## Afbeeldingen

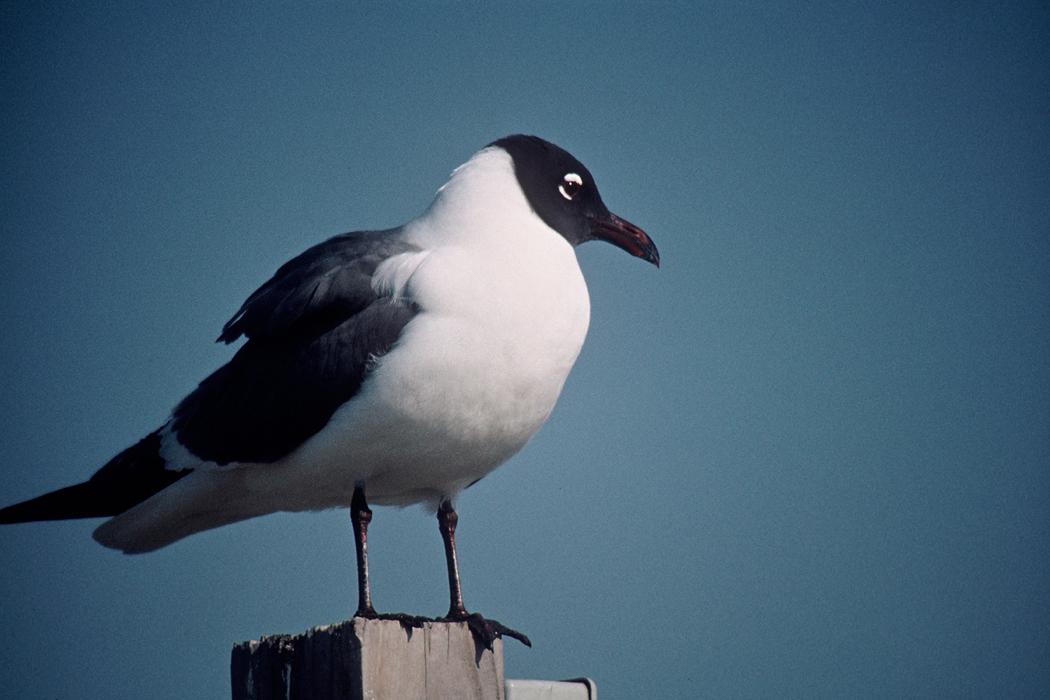
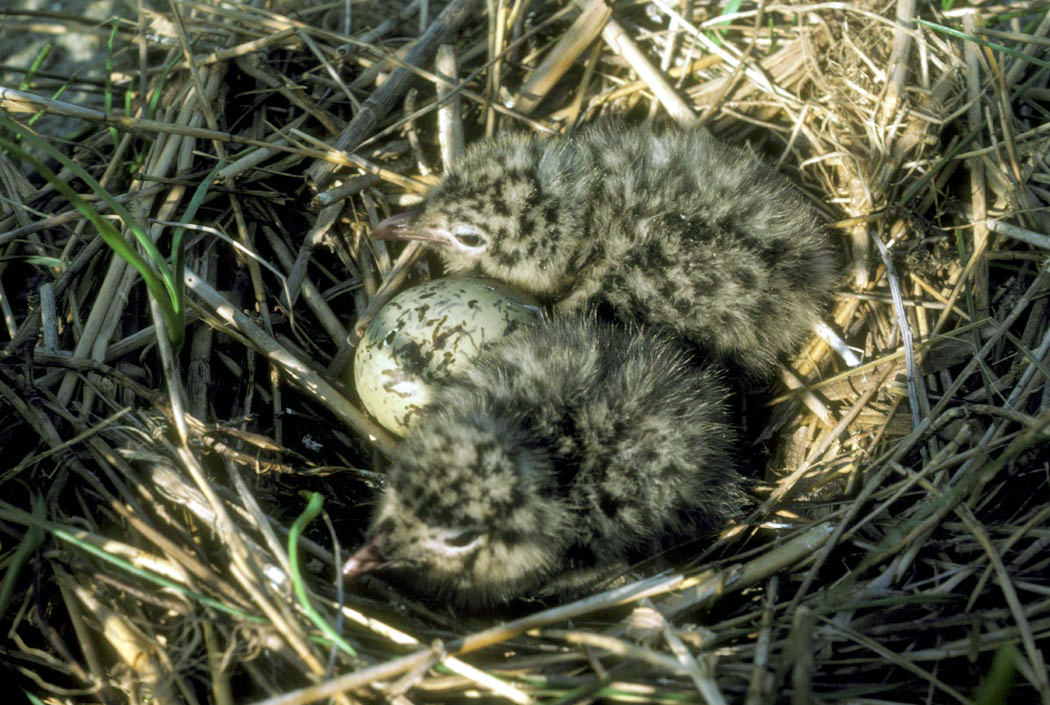
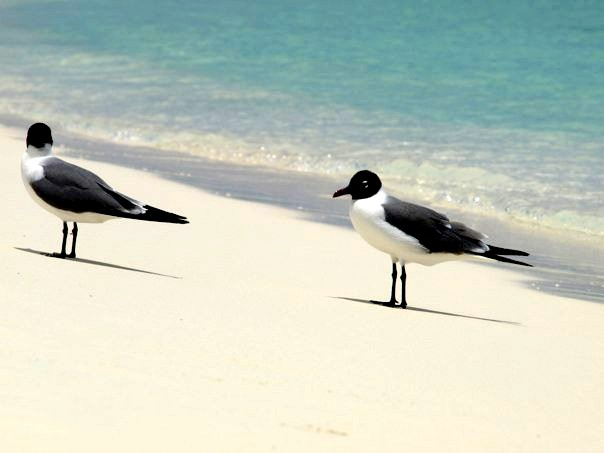